# Palmotići
Palmotići (tal.: Palmotta), hrvatska plemićka obitelj, jedna od najistaknutijih starih patricijskih obitelji iz Dubrovačke Republike. Njezini članovi vršili su visoke državne dužnosti, a bavili su se i drugim djelatnostima, od kojih su najpoznatiji po svojem književnom radu.

## Obiteljska povijest
Preci Palmotića potječu najvjerojatnije s područja Zahumlja. U sačuvanim dokumentima se članovi obitelji prvi put spominju u 13. stoljeću, odnosno 1222. godine. U dvjestogodišnjem razdoblju između 1440. i 1640. godine ukupno je 46 pripadnika obitelji bilo u sastavu dubrovačkog Velikog vijeća, koje su sačinjavali svi punoljetni plemići Republike. Istovremeno su 67 puta birani u Vijeće umoljenih, odnosno za senatore, a 34 ih je bilo članova Malog vijeća. Za dubrovačkog kneza, najvišeg državnog dužnosnika, čiji je mandat trajao samo mjesec dana, birani su 42 puta. 
U svom opisu Dubrovnika u 15. stoljeću Filip de Diversis, talijanski humanist rodom iz Lucce u Toskani, navodi da su Palmotići jedna od samo 33 preostale vlastelinske loze na području te pomorsko-trgovačke republike. Proces izumiranja dubrovačke vlastele kasnije se nastavio, pa su u 17. stoljeću opstale samo 24 plemićke obitelji, među njima i Palmotići, koji u to doba dosižu svoj vrhunac, ističući se svojim književnim i diplomatskim radom.
Kao vrsni diplomati, članovi obitelji obnašali su kroz više stoljeća veleposlaničke dužnosti na mnogim vladarskim dvorovima diljem tadašnjeg poznatog svijeta. Jednom od njih, Dživu (Ivanu) Palmotiću pripala je čast da prekrasan ceremonijalni mač, primjerak gotičkog rapira, kojeg je hrvatsko-ugarski kralj Matijaš Korvin (druga polovica 15. stoljeća) darovao dubrovačkim knezu, osobno donese 1466. godine iz Budima u Dubrovnik. Stoga i grb obitelji u jednom od svojih kosih polja sadrži prikaz mača.
Proces izumiranja dubrovačkih plemićkih loza zahvatio je s vremenom i Palmotiće. Početkom 18. stoljeća živi posljednji odvjetak obitelji, Jelena Palmotić, čijom smrću 1709. godine gasi se ta znamenita patricijska obitelj. 

## Najpoznatiji članovi obitelji
Najpoznatiji članovi obitelji u razdoblju od nekoliko stoljeća bili su:
- Dživo/Ivan (tal.: Giovanni), diplomat, živio u 16. stoljeću
- Džono/Junije (tal.: Giunio), (*1607 – †1657), sin Džora Palmotića, hrvatski barokni pjesnik i dramatičar
- Džore/Juraj (tal.: Giorgio), Junijev brat, pjesnik i dramatičar
- Jaketa/Jakov Dionorić (Gjonorić) Palmotić (tal.: Giacomo), (*? – †1680), političar i književnik

## Vanjske poveznice
- Palmotići – jedna od dubrovačkih vlastelinskih loza (Filip de Diversis: Opis Dubrovnika - 15. stoljeće)  Arhivirana inačica izvorne stranice od 4. ožujka 2016. (Wayback Machine)
- Dživo Palmotić donio je knežev ceremonijalni mač, dar kralja Matijaša Korvina, u Dubrovnik (Vinicije B. Lupis: Zlatarske veze Dubrovnika i Mađarske)
- Jaketa Dionorić Palmotić, dubrovački književnik, umro 1680.